# 이데이 노부유키
이데이 노부유키(일본어: 出井伸之, 1937년 11월 22일~2022년 6월 2일)는 일본의 기업인으로, 2005년 3월까지 전직 소니 회장 겸 CEO를 지냈다. 일본 경제 단체 연합회의 부회장을 맡고 있으며 아버지는 와세다 대학 교수 이데이 모리유키(일본어: 出井盛之)이다. 와세다 대학 정치·경제학부를 졸업했고 와세다 대학 정치학 학사 학위를 취득했다. 2007년 6월 바이두의 독립 이사로 선임되었으며, 요시모토흥업, 제너럴 모터스, 네슬레에서도 사외 이사이다.